# 라가르데르 그룹

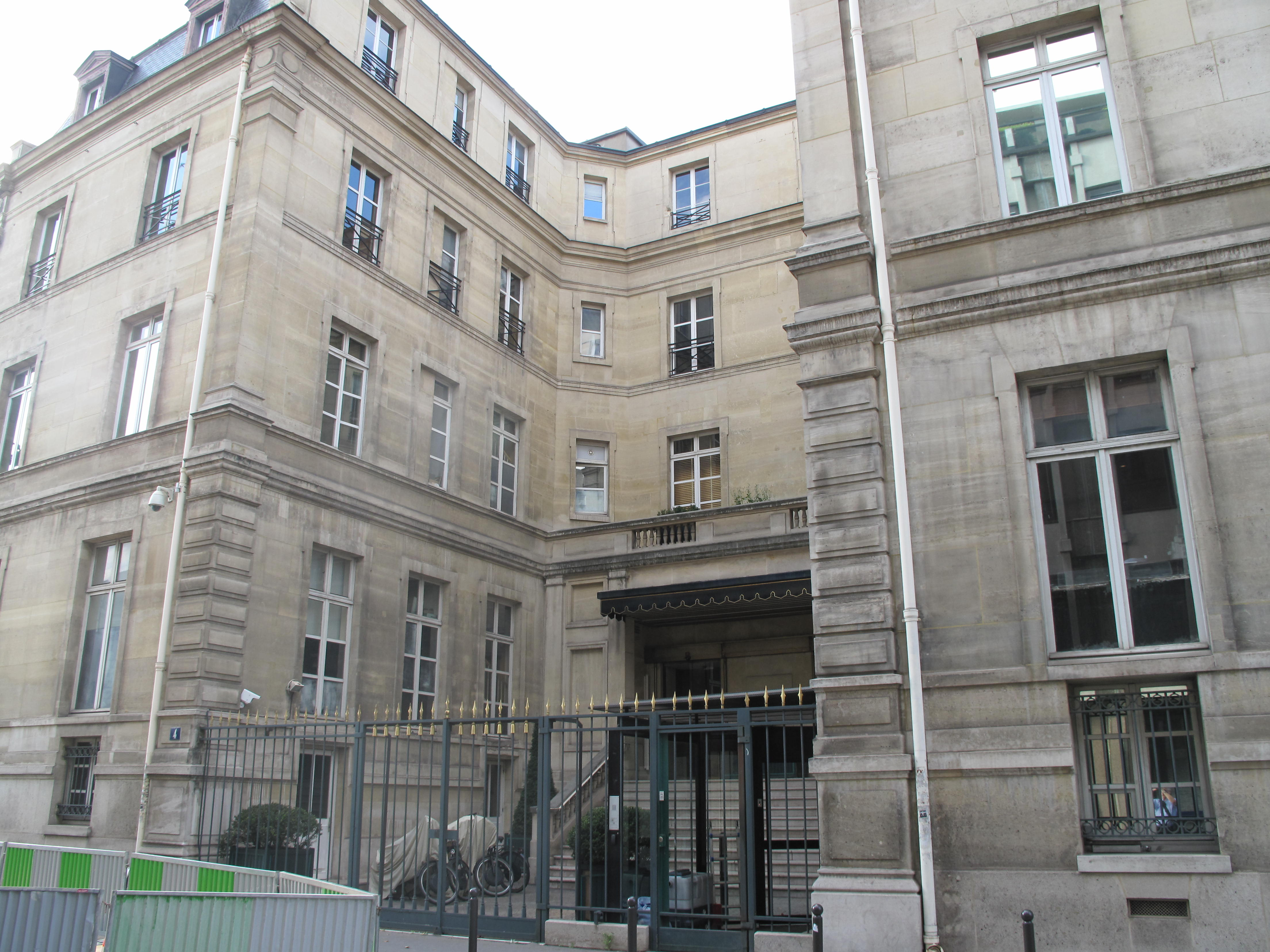
파리의 본사

라가르데르 그룹(Lagardère Group)은 40개국 이상에서 운영 중인 국제 그룹이다. 본사는 파리 16구에 위치해 있다. 이 그룹은 1992년 Matra, Hachette & Lagardère라는 사명으로 설립되었다. 이 기업의 출판과 전자 출판 부서는 주요 각인 아셰트를 포함하고 있다. 여행 부서는 크게 공항과 철도역의 소매 리테일 부문을 포함한다.